# Хлопці музкоманди
«Хлопці музкоманди» — радянський художній фільм за повістю Мікаела Шатіряна «Музикантська команда», знятий Генріхом Маляном спільно з Генріхом Маркаряном на кіностудії «Вірменфільм» в 1960 році. Прем'єра відбулася 10 квітня 1961 року.

## Сюжет
Напередодні встановлення радянської влади у Вірменії більшовик Цолак Дарбінян веде революційну роботу в музкоманді дашнакської армії і разом з музикантами зустрічає прихід Червоної армії в Єреван.

## У ролях
- Левон Тухікян — Цолак Дарбінян, дублював Анатолій Кузнецов
- Фрунзик Мкртчян — фельдфебель Арсен, дублював В. Файнлейб
- Армен Хостікян — Завен, дублював Костянтин Тиртов
- Рубен Мкртчян — Гагік, «Чижик», дублював Ігор Бєзяєв
- Маїс Карагезян — Вардкес, дублював Віктор Маркін
- Кім Єрицян — Кіракос, «Д'ячок», дублював Костянтин Янакієв
- Арман Котикян — Йоганн Штерлінг, капітан, диригент, дублював Анатолій Кубацький
- Валентин Маргуні — містер Нокс, дублював Борис Кордунов
- Лоренц Арушанян — епізод
- Хачик Назаретян — Багратуні, командир полка, дублював Олексій Алексєєв
- Гаруш Хажакян — Тигран
- Сос Саркісян — Арташес
- Л. Бояджян — епізод
- Татул Ділакян — епізод
- Ліана Бурназян — Анаїт
- Перч Геворкян — епізод
- Едвард Єсаян — епізод
- Георгій Елбакян — епізод
- К. Казарян — епізод
- Степан Мартиросян — епізод
- Карп Шамлян — епізод
- Рафаель Паповян — епізод
- Степан Арутюнян — епізод

## Знімальна група
- Режисери — Генріх Малян, Генріх Маркарян
- Сценарист — Михайло Шатирян
- Оператор — Іван Ділдарян
- Композитор — Георгій Арменян
- Художники — Сергій Сафарян, Сергій Арутч'ян